# Ida Smedley MacLean
Ida Smedley Maclean (Birmingham, 14 de juny de 1877 - Londres, 2 de març de 1944) va ser una bioquímica anglesa i la primera dona admesa en la Chemical Society.

## Biografia
Ida Smedley (Maclean era el seu cognom de casada) va néixer el 14 de juny de 1877 a Birmingham en una família progressista, culta i benestant. Els seus pares, William T. Smedley i Annie Elizabeth Duckworth, van instruir les seves dues filles Ida i Constance i al seu fill Billy, fins als nou anys a llegir, debatre, escoltar música i aprendre idiomes. Els van inculcar l'interès per la recerca científica, ja que valoraven molt l'educació, l'aprenentatge i la independència de pensament. La germana petita, Constance Smedley, va ser una gran autora de més de quaranta llibres que inclouen obres de teatre i novel·les. En les seves memòries, Crusaders, que va publicar el 1929, va incloure un retrat dels seus pares fet per l'artista Maxwell Armfield, i va relatar que encara que Ida i ella van divergir en les seves carreres professionals, van coincidir en la seva participació en moviments que promovien la llibertat de pensament i els drets de les dones.
Durant la seva infància, a la casa familiar acudia l'elit literària i musical de la societat de Birmingham d'aquell moment.
Es va casar el 1913 amb Hugh MacLean, metge amb qui va col·laborar i que va ser professor de Medicina al St Thomas' Hospital. Van tenir dos fills, Kenneth y Bárbara.

## Recorregut acadèmic i professional
Als nou anys, Ida va ser enviada a la King Edward VI (KEVI) High School for Girls a Birmingham, on consideraven la ciència, especialment la química, essencial en l'educació de les nenes.
El 1896 va ingressar al Newnham College de la Universitat de Cambridge amb una beca per estudiar química i fisiologia.
Mentre era a la Universitat, a les estudiants no se'ls permetia rebre classes pràctiques als laboratoris propis de la Universitat, sinó que per això tenien laboratoris molt mal equipats i instal·lacions molt rudimentàries amb poc pressupost.
Després de graduar-se el 1899, es va prendre un temps per prendre lliçons d'oratòria i de teatre a Londres. Al final es va convertir en una oradora segura de si mateixa i carismàtica, i això li va servir anys més tard quan va fundar la Federació Britànica de Dones Universitaries. En aquest període va seguir sol·licitant beques de recerca i, un any més tard va rebre la beca Bathurst per treballar amb Henry Armstrong al Central Technical College per realitzar el seu postgrau. El va sorprendre molt, ja que Armstrong no estava a favor que les dones estiguessin en equips de recerca, però tot i així la va acceptar deixant els seus prejudicis de banda després de conèixer-la. Durant dos anys va estudiar la causa del color als dinitrobenzens, entrant a la química orgànica, fins que la seva beca va acabar.
El 1903, va tornar breument a Newnham College com a demonstrator in chemistry, però va renunciar un any més tard per dedicar-se completament a la recerca a Davy–Faraday Laboratory of the Royal Institution a Londres. Allà va acabar la feina que havia començat durant la seva beca Bathurst, el qual li va atorgar el títol de Doctorada en Ciències per la Universitat de Londres.
El 1906 va ser nomenada professora ajudant de Química a la Universitat de Manchester. Va ser la primera dona en el personal acadèmic del Departament de Química, encara que no podia assistir a les reunions de la Societat de Química, ja que les dones no en podien ser membres i perquè les reunions es feien a l'edifici del Sindicat d'Estudiants, en el qual no es permetia l'accés a les dones. Llavors es va trobar amb grans dificultats per obtenir recursos per a la seva recerca.
El 1911 va rebre una beca personal de recerca Beit, prestigiosa i ben finançada en química. Es va mudar a Londres i va començar a treballar als laboratoris de bioquímica de l'Institut Lister de Medicina Preventiva, que en aquell moment dirigia Arthur Harden. Això li va permetre passar a la bioquímica, i dur a terme el seu treball de recerca més destacat, sobre el metabolisme dels àcids grassos. Aquell mateix any va publicar un article en què va suggerir que, en la síntesi d'àcids grassos a partir de carbohidrats, que passa dins del cos animal, es podria donar una reacció de tipus aldòlica, perquè quan els àcids grassos superiors es condensen, els productes d'aquesta reacció contenen cadenes de carboni ramificades. Així que va examinar l'efecte de l'enllaç etenoïdal en la condensació aldòlica, triant el crotonaldehid per a la investigació.

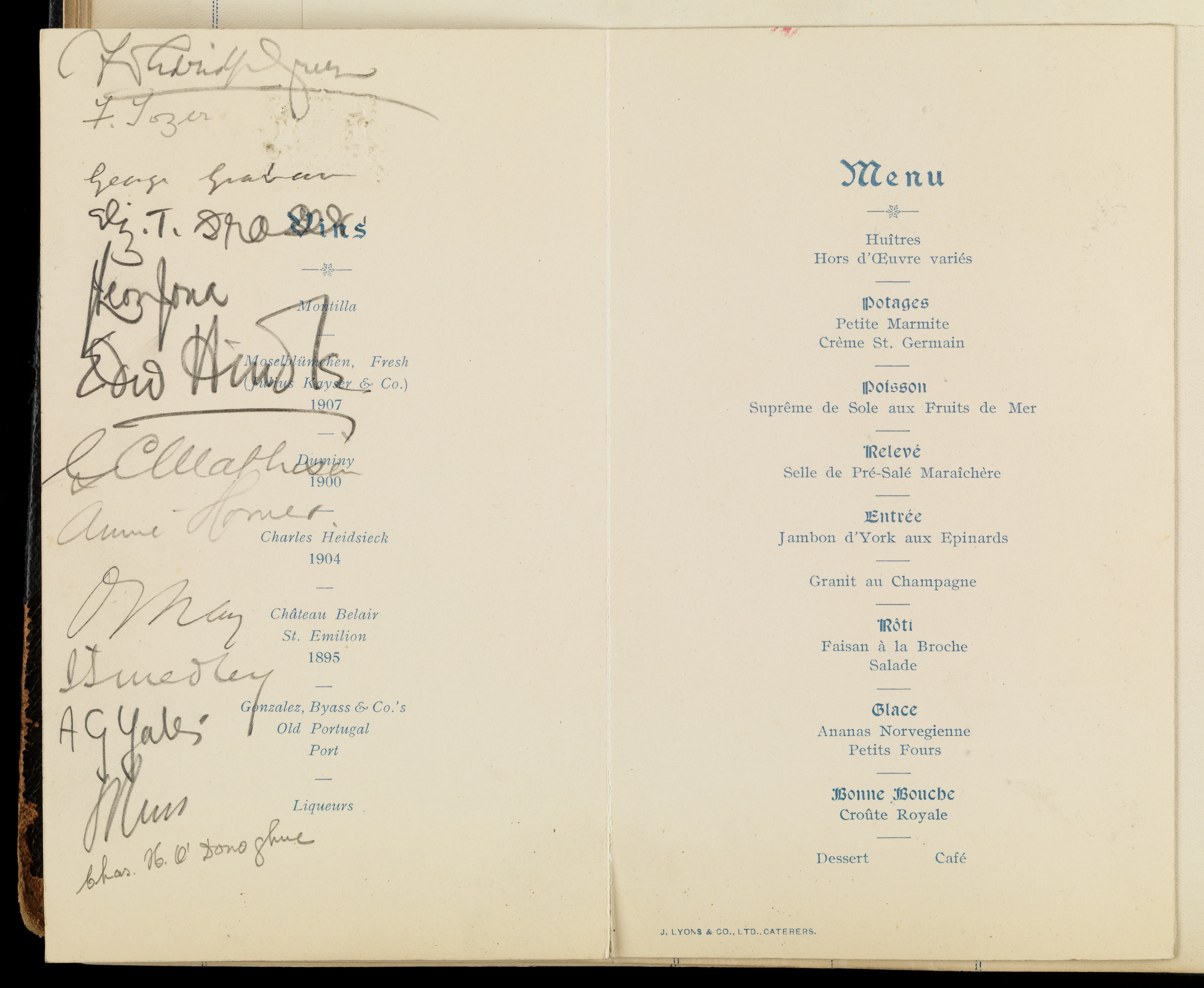
Menú del sopar dels guanyadors de becas Beit. S'hi pot veure la firma d'Ida Smedley (quarta firma des d'abaix).

El 1912, quan existia una gran incertesa sobre la constitució dels àcids grassos que contenia la mantega, tot i que s'hi havia treballat molt, Ida Smedley va publicar un article en el qual indicava que no va trobar proves de la presència d'àcid acètic a la mantega; en canvi, sí que hi va trobar àcid capròic, que conté una estructura no ramificada i d'àcid esteàric. és a dir, eren una cadena lineal de nombre parell d'àtoms de carboni, i va proposar una via per les quals es podrien biosintetitzar a l'organisme.
El 1913 es va centrar en la hipòtesi que l'àcid pirúvic era important per a la síntesi d'àcids grassos a l'organisme i va proposar un mecanisme en un article teòric publicat amb Eva Lubrzynska en què demostraven que els àcids grassos podrien construir-se a partir de components més petits derivats dels carbohidrats. Van proposar un probable precursor, l'àcid pirúvic, al qual, per allargar-ne les cadenes, se li afegirien dos àtoms de carboni alhora.
El 1914 la van convidar a sol·licitar una càtedra de bioquímica a la Universitat de Londres, però estava embarassada del seu primer fill i el comitè que havia de decidir-ho, en saber-ho, va cancel·lar la seva sol·licitud. Van excloure-la, així, del seu treball perquè es comprometés amb la vida domèstica, que segons el seu criteri, li corresponia com a dona.
Durant la Primera Guerra Mundial, va treballar per al Ministeri de Municions oferint el seu laboratori a Lister i els seus coneixements al Dr. Chaim Weizmann per a la producció d'acetona a partir de midó per fermentació, ja que l'acetona era fonamental per a la producció d'explosiu ja que és un ingredient crucial a la síntesi de "cordita", importació de la qual estava bloquejada pels Alemanys. Encara que el seu paper no va ser reconegut per Weizmann després.
El 1920, va tornar a dedicar-se a la seva investigació a l'Institut Lister en la manera de síntesi de greixos i carbohidrats al llevat molts anys, ja que en aquell moment no es coneixia bé la naturalesa i la composició del greix present en organismes vius, i va considerar que fer un estudi preliminar amb organismes més simples com el llevat en un entorn i condicions de creixement controlades podria aportar molta informació sobre això. Gràcies a aquest estudi va concloure que existia presència dels àcids palmític, oleic, linoleic, làuric i araquidònic al greix de llevat.
El 1927 va publicar juntament amb Hugh MacLean una monografia titulada “Lecithin and Allied Substances – the Lipins”, on parlen de la química i nomenclatura de les Lipines, els mètodes d'extracció, aïllament i purificació d'aquestes i la seva funció des del punt de vista biològic.
Després de ser atorgat a Gowland Hopkins el Premi Nobel de Química el 1912 pel descobriment que la vitamina A era necessària per al creixement de rates joves, el 1920 es va crear un Comitè de Vitamines del qual ella era membre i en què també estaven Edward Mellanby, que va descobrir que la deficiència de la Vitamina D era la causa de la malaltia raquitisme, Otto Rosenheim, membre fundador de la Societat Bioquímica, Mary Christine Rosenheim, la qual va treballar per l'admissió de les dones a les Societats Científiques igual que Ida Smedley, Jack Drummond, que va aïllar per primera vegada la Vitamina A pura, i Margaret Hume, la qual va catalogar una llista de malalties causades per malnutrició com a escorbut o raquitisme i que va dedicar la seva vida a l'estudi de la desnutrició i la relació amb danys ossis. Així que es va centrar en l'estudi de les vitamines i va publicar al Biochemical Journal el 1928 juntament amb Hannah Henderson Smith un article titulat “The examination of yeast fat for the pressence of vitamins A and D irradiation of vitamin D after irradiation” on els resultats obtinguts van mostrar que l'addició de greix de llevat a una dieta deficient en vitamines liposolubles (vitamines A i D) produïa tant un creixement més gran com una major calcificació dels ossos.
L'any 1929 va publicar al Biochemical Journal un article titulat “The catalytic action of cupric salts in promoting the oxidation of fatty acids by hydrogen peroxide” juntament amb Alice Battie on va descobrir que el peròxid d'hidrogen, usant com a catalitzador una sal cúprica, és un fort antioxidant sobre els àcids grassos.
El 1931 va publicar al Biochemical Journal un article titulat “The Nature of the lipoid matter extracted from green leaves (spinach and cabbage)” juntament amb Dorothy Louisa Collison, seguint amb el treball de recerca sobre les vitamines centrant-se aquesta vegada en la Vitamina C i els àcids grassos presents en aquestes fulles, com l'àcid palmític, oleic, linolènic i linoleic.
El 1932 va publicar al Biochemical Journal al costat d'Annie Phyllis Ponsford, doctoranda que treballava en el seu laboratori, diversos articles titulats “The influence of succinic, fumaric, malic and acetic acids on the deposition of liver-glycogen” i “The oxidation of 'fatty dibasic acids and laevulic acid by hydrogen dioxide in presence of a cupric salt” en què investigaven l'efecte d'afegir àcid succínic, màlic, fumàric i acètic a la dieta pobra en greix de rates i van arribar a la conclusió que afegir els tres primers àcids fa que augmenti el contingut de glucogen al fetge d'aquestes, però no obtenen el mateix resultat en afegir àcid acètic. A més, van descriure a la perfecció el procés d'oxidació.
El 1935 va publicar al Biochemical Journal al costat d'Anne McAnally diversos articles titulats “The synthesis of reserve carbohydrate by yeast part 1 and part 2” i “The synthesis of reserve carbohydrate by yeast: The effect of fluoride”, on van demostrar primer que el llevat extreta de la cervesa emmagatzemava majors quantitats de glucogen si havia estat incubada amb maltosa en comptes de glucosa, fructosa o sacarosa a la mateixa concentració, ja que el llevat assimila directament la maltosa i la converteix en carbohidrat de reserva. Aquesta va ser la primera vegada que es va registrar la síntesi biològica directa de glucogen a partir de maltosa al llevat. I segon van arribar a la conclusió que com més concentració de fluorur més inhibició de la síntesi de glicogen en les cèl·lules del llevat.
Des del 1935 fins al 1938, el seu interès es va centrar a continuar els experiments de G. O. Burr i M. M. Burr que van realitzar a la Universitat de Berkeley sobre la deficiència de greix en rates, cosa que es va anomenar llavors “la malaltia de deficiència de greixos”, que consistia en què les rates alimentades amb una dieta continuada en absència de greixos però rica en carbohidrats i proteïnes tenien retard en el creixement, pell seca i escatosa i en si hi havia una possible relació entre el desenvolupament de tumors i la deficiència de greix a la dieta i va treballar amb el “Royal Marsden Hospital”. D'aquesta nova etapa d'investigació va publicar al Biochemical Journal, al costat de Leslie Nunn, diversos articles titulats “The nature of the fatty acids stored by the liver in the fat deficiency disease of rats”, “Fat-deficiency disease of rats, the effect of doses of methyl arachidonate and linoleate on fat metabolism, with note on the estimation of arachidonic acid” i “Fat deficiency disease of rats. The relation of the essential unsaturated acids to tumour formation in the albino ray on normal diet” en què van demostrar, després de molts anys investigant i refinant els components absents en la dieta d'aquests animals i del greix emmagatzemat d'aquests, que si s'afegien quantitats petites de vitamines no s'aconseguia revertir la situació, però si s'hi afegien d'àcid linoleic i àcid linolènic sí que es tornava a promoure el creixement de les rates i revertir la situació que comprometia la vida d'aquests animals, així que van considerar que aquests àcids grassos insaturats són essencials per al correcte funcionament del metabolisme dels éssers vius, el que ara coneixem com a àcids grassos omega3 i ácids grassos omega6, que és el precursor de les prostaglandines i va publicar la seva estructura i la posició correcta de les insaturacions a la cadena de l'àcid araquidònic. Aquest treball li va atorgar molts més reconeixements, ja que era una feina molt prometedora i de molt mèrit, vist que feia servir tècniques tradicionals sense espectroscòpia moderna, tant que Arthur Harden, Premi Nobel de Química el 1929, la va animar a seguir amb la seva investigació.
Durant la segona Guerra Mundial, l'ajuntament de Chelsea, on ella vivia en aquell moment va demanar estris de cuina per fondre'ls i fer-los servir per a la fabricació d'avions i Ida va portar totes les cassoles d'alumini per a aquest fi i va treballar molt dur a escriure el seu llibre, "The Metabolism of Fat", una monografia molt completa per tal de proporcionar a tot lector amb coneixements previs sobre el tema o sense, la informació que havia recopilat durant tots els seus anys de recerca sobre aquest tema que tant li apassionava, el qual li va proporcionar la seva reputació al món científic. Tracta de 7 capítols on s'explica, la síntesi, la constitució, l'oxidació in vivo i in vitro, el transport i el paper dels àcids grassos a l'organisme.

## Compromisos amb la dona
Ida Smedley va ser una dona bioquímica feminista, amb gran reconeixement en Química i Bioquímica, disciplines científiques en què va esdevenir líder en el món científic, una fita inèdita entre les dones de la seva generació.
Durant la seva estada al Newham College va conèixer dues dones pioneres al món científic anys més tard, Winifred Cullis, primera dona professora de Medicina i Beatrice Thomas, professora de Química a Girton College a Cambridge.
Va encapçalar el 1897 el seu primer moviment per a aconseguir que les dones estudiantes poguessin obtenir beques i ser membres de la comunitat acadèmica i científica, però es va trobar amb gran oposició de molts estudiants universitaris homes que, al final, aconseguien contrarestar o revocar el moviment.
Durant la seva estada al Central Technical College va encapçalar un altre moviment per a promoure l'admissió de dones en la Societat Química argumentant que s'havien publicat fins a 300 articles científics de 150 autores des de 1873, però el seu intent va tornar a fracassar.
Al març de 1907 va convocar una reunió a la biblioteca del High School for Girls a Manchester, en la qual van assistir disset dones universitàries i professionals per a considerar establir la British Federation of University Women, BFUW) amb la intenció de treballar com una organització unida, per a facilitar l'expressió, la intracomunicació i intercomunicació d'una opinió comuna per part de dones universitàries de diferents universitats en els assumptes que les incumbeixen, i per ajudar les dones a ascendir entre el personal universitari o similar i recaptar fons per a les seves recerques. La seva iniciativa va tirar endavant convertint-se en Fundadora de la Federació, en els inicis Secretària i anys més tard en Presidenta.
El seu primer èxit a la BFUW va ser trobar allotjament i llocs de treball per a Dones en un dels Hospitals a Manchester més importants del moment mitjançant una reunió amb les autoritats de l'Hospital.
Però no es va aturar aquí, va participar activament en la reivindicació dels drets de les dones fora del món científic. El 1913, quan era Secretària de la BFUW, va escriure en nom de la Federació al Ministre de l'Interior d'aquell moment, Reginald Mckenna, explicant la seva preocupació que els càrrecs administratius superiors en les presons de dones estiguessin ocupats per homes, mentre defensava els avantatges del fet que els càrrecs de governadora o de funcionària mèdica fossin ocupats per dones.
Va lluitar durant dècades per millorar la posició de la dona en les universitats i l'admissió d'aquestes en la Societat Química, sent ella la primera dona membre de la Societat Química a Londres i poc després van admetre a Harriette Chick i a Murial Wheldaleen. Anys després va ser nomenada membre del Consell.

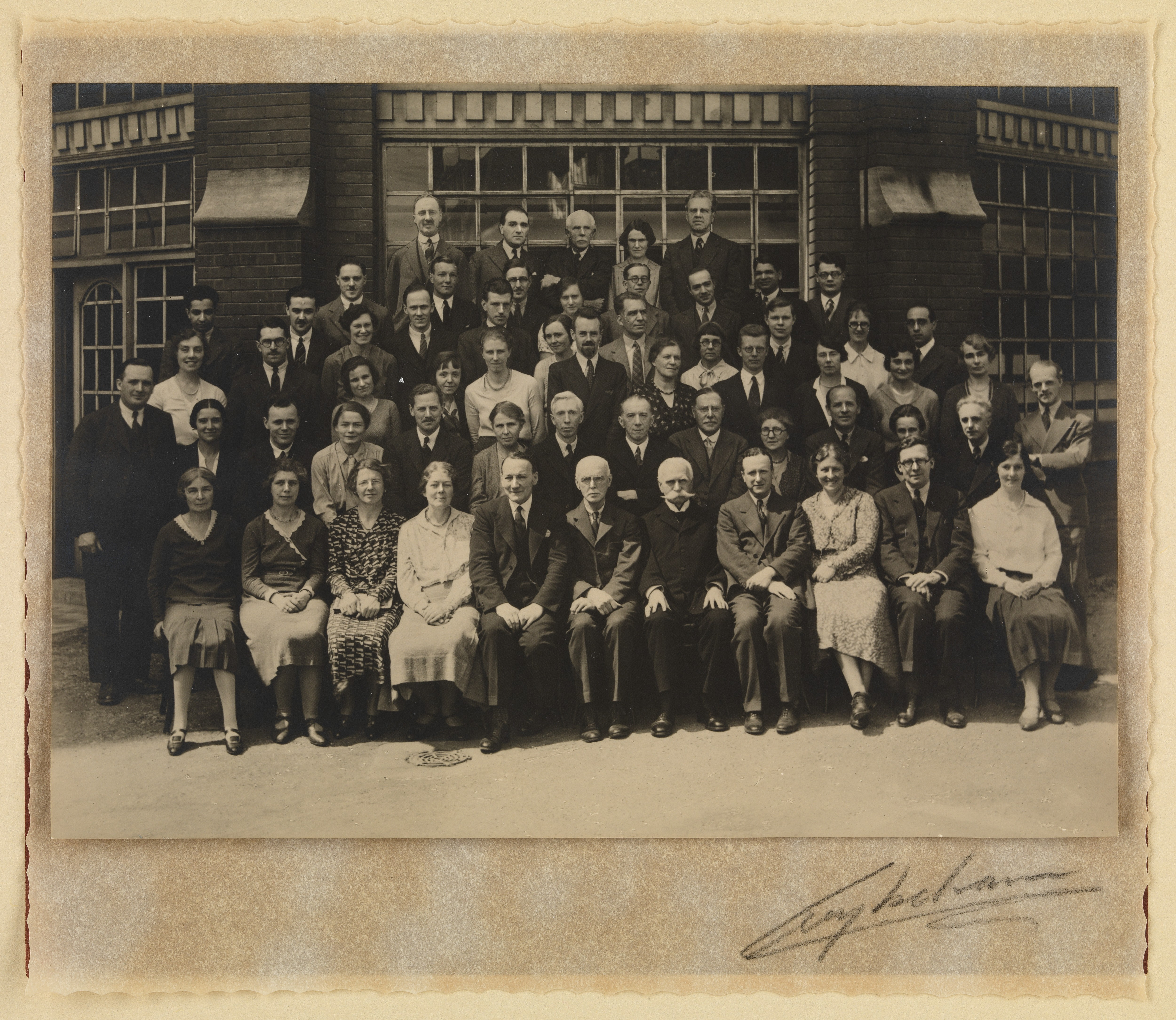
Imatge dels integrants de l'Institut Lister. S'hi pot veure Ida Smedley en el centre i algunes dones.

Poc després, quan la BFUW estava ben establerta en tot el país amb diferents sucursals en altres ciutats universitàries i passava a ser una Federació Internacional, s'hi van afegir nous objectius:
- Oportunitats per a les dones en l'Acadèmia fomentant la recerca original amb beques Internacionals, objectiu aquest de gran interès per a Ida Smedley.
- Millorar la situació de les dones graduades en el món laboral.
- Recopilar estadístiques relacionades amb l'educació universitària de les dones i el progrés en el treball.
- Proporcionar instal·lacions i clubs per a dones treballadores on poguessin reunir-se en un ambient agradable, anomenat club.

El 1920 Ida Smedley va fer una gira de conferències pels Estats Units juntament amb Caroline Spurgeon, la primera dona a Anglaterra a ser nomenada professora i Winifred Cullis, convidades per la Federació Americana de Dones Universitàries amb l'objectiu d'aprendre més sobre la recaptació de fons i donacions a les associacions. Es va anunciar la seva arribada a diversos diaris nord-americans com The New York Times com la «distingida científica anglesa»”. En tornar es va embarcar en un nou propòsit amb la BFUW, donar l'oportunitat a dones acadèmiques mitjançant beques a fer estudis avançats i treballar no només al seu país sinó en altres. Va recaptar fons amb allò après als EUA i el 1926, va construir un allotjament residencial, Crosby Hall, per a dones estudiants estrangeres que estudiessin a Londres, lloc on anys més tard van ajudar a Betty Heimannm, a la senyoreta von Oertzen i a Emmy Klienerberger, membres de la Federació Alemanya de Dones Universitàries que fugien del caos de la guerra.
No només es va centrar únicament en la seva pròpia feina, sinó que estava molt compromesa a col·laborar en investigacions o projectes d'altres dones, com per exemple va col·laborar amb Dorothy Hoffert, professora de química, amb Ethel Thomas, directora del departament de Biologia a la universitat de Leicester i amb Margaret Hume, Hannah Henderson, Ethel Luce, Edith Clenshaw, Dorothy Collison, etc.
Va celebrar els èxits d'altres dones i va gaudir de conèixer dones reeixides com Dorothy Crowfoot, que el 1964 va rebre el premi Nobel de Química per resoldre l'estructura de la Vitamina B₁₂ mitjançant cristal·lografia de raigs X en una de les reunions de la Societat Química on cada vegada assistien més dones molt prometedores. I també va conèixer la Sra. Mallowan, més coneguda com Agatha Christie, en una de les reunions i celebracions de la BFUW. I va fer campanya al llarg de la vida per millors oportunitats per a les dones professionals.

## Publicacions
Els treballs de recerca publicats a les revistes professionals sabia que li servien no només per comunicar les seves troballes científiques sinó per crear-se una reputació i un perfil professional (recopilació de totes les publicacions d'Ida a Biochemical Journal):
1. Smedley, Ida (6 de maig de 1912). «The action of the liver on the simpler sugars». The Journal of Physiology 44 (3): 203-205. ISSN 0022-3751. doi:10.1113/jphysiol.1912.sp001510[Enllaç no actiu]
2. Smedley, I. (1912, 19 septiembre). THE FATTY ACIDS OF BUTTER. Bio-Chemical DepartmentSmedley, Ida (1 de gener de 1912). «The Fatty Acids of Butter». Biochemical Journal 6 (4): 451-461. ISSN 0306-3283. doi:10.1042/bj0060451.
3. Smedley, Ida; Lubrzynska, Eva (1 de juliol de 1913). «The Biochemical Synthesis of the Fatty Acids». Biochemical Journal 7 (4): 364-374. ISSN 0306-3283. doi:10.1042/bj0070364.
4. MacLean, Ida Smedley (1 de desembre de 1913). «The Estimation of Pyruvic Acid». Biochemical Journal 7 (6): 611-615. ISSN 0306-3283. doi:10.1042/bj0070611.
5. MacLean, Ida Smedley; Thomas, Ethel Mary (1 de juliol de 1920). «The Nature of Yeast Fat». Biochemical Journal 14 (3-4): 483-493. ISSN 0306-3283. doi:10.1042/bj0140483
6. Maclean, Ida Smedley; Hoffert, Dorothy (1 de gener de 1923). «Carbohydrate and Fat Metabolism in Yeast». Biochemical Journal 17 (6): 720-741. ISSN 0306-3283. doi:10.1042/bj0170720.
7. Daubney, Charles Gaspard; Maclean, Ida Smedley (1 de gener de 1927). «The Carbohydrate and Fat Metabolism of Yeast». Biochemical Journal 21 (2): 373-385. ISSN 0306-3283. doi:10.1042/bj0210373.
8. Wylie, H. Boyd (1927-04). «Lecithin and Allied Substances: the Lipins. Second edition (MacLean, Hugh; MacLean, Ida Smedley)». Journal of Chemical Education 4 (4): 549. ISSN 0021-9584. doi:10.1021/ed004p549.2.
9. Smedley-Maclean, Ida (1 de gener de 1928). «The isolation of a second sterol from yeast-fat». Biochemical Journal 22 (1): 22-26. ISSN 0306-3283. doi:10.1042/bj0220022.
10. Hume, Eleanor Margaret; Smith, Hannah Henderson; Smedley-Maclean, Ida (1 de gener de 1928). «The examination of irradiated zymosterol for the presence of vitamin D». Biochemical Journal 22 (4): 980-986.1. ISSN 0306-3283. doi:10.1042/bj0220980.
11. Hume, Eleanor Margaret; Smith, Hannah Henderson; Smedley-Maclean, Ida (1 de gener de 1928). «The examination of yeast-fat for the presence of vitamins A and D before irradiation and of vitamin D after irradiation». Biochemical Journal 22 (1): 27-33. ISSN 0306-3283. doi:10.1042/bj0220027.
12. Clenshaw, Edith; Smedley-Maclean, Ida (1 de gener de 1929). «The nature of the unsaponifiable fraction of the lipoid matter extracted from green leaves». Biochemical Journal 23 (1): 107-109. ISSN 0306-3283. doi:10.1042/bj0230107.
13. Battie, Marion Alice; Smedley-Maclean, Ida (1 de gener de 1929). «The catalytic action of cupric salts in promoting the oxidation of fatty acids by hydrogen peroxide». Biochemical Journal 23 (4): 593-599. ISSN 0306-3283. doi:10.1042/bj0230593.
14. Collison, Dorothy Louisa; Hume, Eleanor Margaret; Smedley-Maclean, Ida; Smith, Hannah Henderson (1 de gener de 1929). «The nature of the vitamin A constituent of green leaves». Biochemical Journal 23 (4): 634-647. ISSN 0306-3283. doi:10.1042/bj0230634.
15. Smedley-Maclean, Ida; Pearce, Margaret Sarah Beavan (1 de gener de 1931). «The oxidation of oleic acid by means of hydrogen peroxide with and without the addition of copper sulphate: a possible analogy with its oxidation in vivo». Biochemical Journal 25 (4): 1252-1266. ISSN 0306-3283. doi:10.1042/bj0251252.
16. Smedley-MacLean, I. (1932-06). «The Chemistry of the Lipins». Annual Review of Biochemistry 1 (1): 135-150. ISSN 0066-4154. doi:10.1146/annurev.bi.01.070132.001031. Arxivat 2022-04-24 a Wayback Machine.
17. Ponsford, Annie Phyllis; Smedley-Maclean, Ida (1 de gener de 1932). «The influence of succinic, fumaric, malic and acetic acids on the deposition of liver-glycogen». Biochemical Journal 26 (4): 1340-1344. ISSN 0306-3283. doi:10.1042/bj0261340.
18. Smedley-Maclean, Ida; Pearce, Margaret Sarah Beavan (1 de gener de 1934). «The oxidation of palmitic acid by means of hydrogen dioxide in the presence of a cupric salt». Biochemical Journal 28 (2): 486-494. ISSN 0306-3283.
19. Ponsford, Annie Phyllis; Smedley-Maclean, Ida (1 de gener de 1934). «The oxidation of the fatty dibasic acids and of laevulic acid by hydrogen dioxide in presence of a cupric salt». Biochemical Journal 28 (3): 892-897. ISSN 0306-3283. doi:10.1042/bj0280892
20. Jones, Robert Owen; Smedley-Maclean, Ida (1 de juliol de 1935). «The oxidation of the fatty acids in vitro, with especial reference to the oxidation of β-hydroxybutyric and acetoacetic acids». Biochemical Journal 29 (7): 1690-1701. ISSN 0306-3283. doi:10.1042/bj0291690.
21. McAnally, Rachel Anne; Smedley-Maclean, Ida (1 d'agost de 1935). «The synthesis of reserve carbohydrate by yeast». Biochemical Journal 29 (8): 1872-1876. ISSN 0306-3283. doi:10.1042/bj0291872.
22. Jones, Robert Owen; Smedley-Maclean, Ida (1 d'agost de 1935). «The oxidation of phenyl derivatives of fatty acids with hydrogen peroxide in the presence of copper». Biochemical Journal 29 (8): 1877-1880. ISSN 0306-3283. doi:10.1042/bj0291877.
23. Nunn, Leslie Charles Alfred; Smedley-Maclean, Ida (1 de desembre de 1935). «The oxidation products of the unsaturated acids of linseed oil». Biochemical Journal 29 (12): 2742-2745. ISSN 0306-3283. doi:10.1042/bj0292742.
24. Macleod, Leslie Dundonald; Smedley-Maclean, Ida (1 de setembre de 1938). «The carbohydrate and fat metabolism of yeast». Biochemical Journal 32 (9): 1571-1582. ISSN 0306-3283. doi:10.1042/bj0321571.
25. Nunn, Leslie Charles Alfred; Smedley-Maclean, Ida (1 de novembre de 1938). «The oxidation products of the unsaturated acids of linseed oil». Biochemical Journal 32 (11): 1974-1981. ISSN 0306-3283. doi:10.1042/bj0321974.
26. Nunn, Leslie Charles Alfred; Smedley-Maclean, Ida (1 de desembre de 1938). «The nature of the fatty acids stored by the liver in the fat-deficiency disease of rats». Biochemical Journal 32 (12): 2178-2184. ISSN 0306-3283. doi:10.1042/bj0322178.
27. Hume, Eleanor Margaret; Nunn, Leslie Charles Alfred; Smedley-Maclean, Ida; Smith, Hannah Henderson (1 de desembre de 1938). «Studies of the essential unsaturated fatty acids in their relation to the fat-deficiency disease of rats». Biochemical Journal 32 (12): 2162-2177. ISSN 0306-3283. doi:10.1042/bj0322162.
28. Smedley-Maclean, Ida; Nunn, Leslie Charles Alfred (1 de juny de 1940). «Fat-deficiency disease of rats. The effect of doses of methyl arachidonate and linoleate on fat metabolism, with a note on the estimation of arachidonic acid». Biochemical Journal 34 (6): 884-902. ISSN 0306-3283. doi:10.1042/bj0340884.
29. Hevesy, G. C.; Smedley-Maclean, Ida (1 de juny de 1940). «The synthesis of phospholipin in rats fed on the fat-deficient diet». Biochemical Journal 34 (6): 903-905. ISSN 0306-3283. doi:10.1042/bj0340903.
30. Hume, Eleanor Margaret; Nunn, Leslie Charles Alfred; Smedley-Maclean, Ida; Smith, Hannah Henderson (1 de juny de 1940). «Fat-deficiency disease of rats. The relative curative potencies of methyl linoleate and methyl arachidonate with a note on the action of the methyl esters of fatty acids from cod liver oil». Biochemical Journal 34 (6): 879-883. ISSN 0306-3283. doi:10.1042/bj0340879.
31. Dolby, Doris Elaine; Nunn, Leslie Charles Alfred; Smedley-Maclean, Ida (1 de novembre de 1940). «The constitution of arachidonic acid (preliminary communication)». Biochemical Journal 34 (10-11): 1422-1426. ISSN 0306-3283. doi:10.1042/bj0341422.
32. Smedley-Maclean, Ida; Nunn, Leslie Charles Alfred (1 de setembre de 1941). «Fat-deficiency disease of rats. The relation of the essential unsaturated acids to tumour formation in the albino rat on normal diet». Biochemical Journal 35 (8-9): 983-989. ISSN 0306-3283. doi:10.1042/bj0350983.
33. Arcus, C. L.; Smedley-Maclean, I. (1 d'abril de 1943). «The structure of arachidonic and linoleic acids». Biochemical Journal 37 (1): 1-6. ISSN 0306-3283. doi:10.1042/bj0370001.
34. Smedley MacLean, I. (1943). The Metabolism of Fat. London, Methuen & Co. Ltd.

## Mort
Durant més de la meitat de la seva vida va batallar contra la ciàtica, malaltia que, al final, va conviure amb ella fins que a principis de 1942 li van diagnosticar neuritis, però com que el tractament no feia efecte li van realitzar un examen més profund, amb radiografies del lloc on li naixia el dolor, i al final tot això va mostrar que patia un càncer en estadi metastàtic estès als ossos i va morir el 2 de març de 1944 al University College Hospital a Londres i el seu cos va ser incinerat. Al seu darrer diari va escriure «vaig aconseguir tot el que em vaig proposar».

## Honors, premis i llegat
El 1904, Brisbane Courier va descriure Ida Smedley com «la química líder d'Anglaterra».
El 1910, Newspaper’s King Edward's Foundation va escriure: «La senyoreta Ida Smedley D.S.C, té la distinció de ser la primera dona a rebre una de les beques Beit Memorial per a la investigació mèdica. Es van atorgar deu beques, però la senyoreta Smedley va ser l'única dona que va obtenir-ne una».
La principal sufragista, Millicent Garret Fawcett, va felicitar-la per rebre la beca Beit: «Estimada senyora Smedley, li faig arribar les meves sinceres felicitacions pel seu nomenament per a la beca Beit. És per a mi un motiu de satisfacció i serà un avantatge per a la causa del sufragi femení»”.
El 1913, el seu treball publicat sobre els àcids grassos va ser reconegut Internacionalment i va ser guardonat com «la contribució més destacada de l'any al reconeixement científic» amb el Premi Ellen Richards de l'Associació Americana de Dones Universitàries per a la Dona, i va ser molt esmentada juntament amb Marie Curie i Marie Stopes.
El 1915, el King's College va decidir que s'hauria de nomenar un Lector en Química i va declarar que «…en igualtat de ciorcumstàncies, s'hauria de nomenar una dona per al lectorat de Química i que, en les condicions actuals, seria de gran valor per al Departament aconseguir els serveis d'una dona amb l'alt nivell científic i la personalitat de la doctora Ida Smedley Maclean».
Després de la mort d'Ida Smedley, la Federació Internacional de Dones Universitàries, declarava amb una publicació a Nature: que «…el Comitè de Premis de Beques de la Federació Internacional de Dones Universitàries deixa constància del seu dolor per la greu pèrdua patida per la mort d'Ida Smedley-MacLean, que durant tants anys va tenir un paper destacat en l'establiment i l'atorgament de les nostres beques Internacionals, i que en el seu propi treball va establir un alt nivell en aquest tipus d'investigació acadèmica que intentem fomentar».
La Federació Britànica de Dones Graduades (BFWG, de l'anglès British Federation of Women Graduates) ha concedit premis i beques amb el nom d'Ida Smedley MacLean al llarg dels anys. El 2021 es va concedir a Maribel Schonewolff, de la Universitat d'Oxford «per estudiar la regulació de la ubiquitina de la senyalització inflamatòria usant un enfocament biofísic i bioquímic estructural» i el 2022 a Elisa Genovesi «per desenvolupar i avaluar un programa pilot per ajudar els mestres a donar suport als nens amb discapacitats del desenvolupament en entorns escolars ordinaris a Etiòpia».